# Markovo
Márkovo (del ruso: Ма́рково) es una localidad rural ubicada en el centro-sur del distrito autónomo de Chukotka (extremo noreste de Rusia), a la orilla del curso medio del río Anádyr. En el año 2010 tenía una población de 809 habitantes.

## Clima

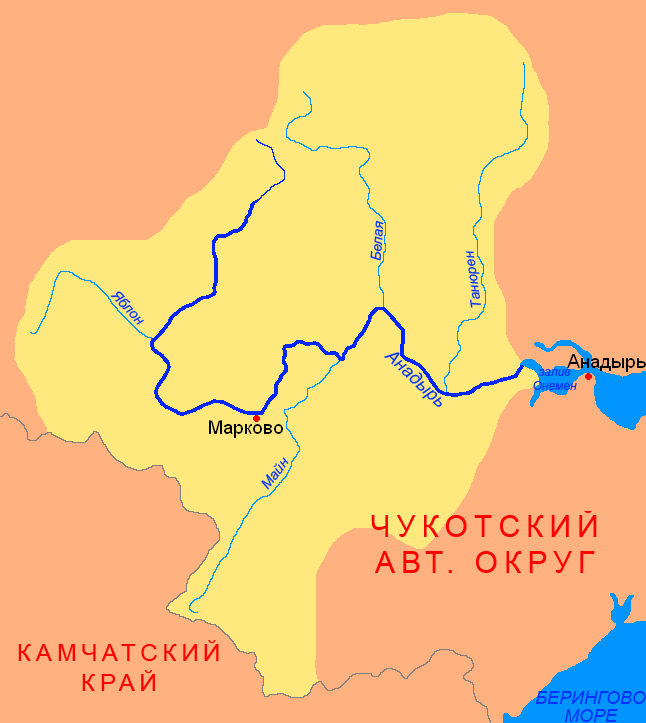
Márkovo (Марково) en mapa del río Anádyr

Gracias a estar rodeado por montañas, Márkovo disfruta de un microclima especial con veranos cálidos y más largos que en cualquier otra parte de Chukotka, lo que ha ayudado al surgimiento una vegetación específica y de bosques de hoja caduca.

## Historia
La fecha de la fundación de Márkovo no se conoce, aunque se cree que es uno de los primeros asentamiento de habla rusa en Chukotka. Algunas fuentes establecen que fue fundada en 1649 por la tripulación del explorador Semión Dezhniov (1609-1672), que igualmente fundaron poco después Anádyr, la actual capital del distrito autónomo.
Márkovo jugó un rol clave en el establecimiento de la Unión Soviética en el distrito a comienzos del siglo XX, ya que los soviéticos la usaron como punto de apoyo o base para posteriormente conquistar la importante ciudad mercantil de Anádyr.
Durante la Segunda Guerra Mundial fue construido un aeródromo en la localidad, el Aeródromo de Márkovo.